# Les Alleuds (Deux-Sèvres)
Les Alleuds korábbi község Franciaország Új-Aquitania régiójában, Deux-Sèvres megyében. 2017. január 1-jén Gournay-Loizé korábbi községgel egyesült és az így létrejött Alloinay új község része lett.
Lakosainak száma 286 fő (2018. január 1.). Les Alleuds Clussais-la-Pommeraie, Gournay-Loizé, Melleran és Saint-Vincent-la-Châtre községekkel határos.

## Népesség
A település népességének változása:
| Lakosok száma | 273  | 274  | 277  | 286  |
|               | 2013 | 2015 | 2017 | 2018 |